# هارفست مون:ماجيك ميلودي
هارفست مون:ماجيك ميلودي (بالإنجليزية: Harvest Moon: Magical Melody)‏ هي لعبة فيديو من نوع لعبة فيديو تقمص الأدوار، تاريخ صدورها هو . وهي متوفرة على أجهزة وي ونينتندو جيم كيوب . اللعبة من تطوير مارفيلوس إنترتنمنت وهي من نشر ناتسومي.